# Valérie Grenier
Valérie Grenier (Ottawa, 30 de octubre de 1996) es una deportista canadiense que compite en esquí alpino.
Ganó una medalla de bronce en el Campeonato Mundial de Esquí Alpino de 2023, en la prueba de equipo mixto. En la Copa del Mundo consiguió dos victorias y cuatro podios en total.
Participó en dos Juegos Olímpicos de Invierno, en los años 2018 y 2022, ocupando el sexto lugar en Pyeongchang 2018, en la prueba combinada.

## Palmarés internacional
| Campeonato Mundial | Campeonato Mundial           | Campeonato Mundial | Campeonato Mundial |
| Año                | Lugar                        | Medalla            | Prueba             |
| ------------------ | ---------------------------- | ------------------ | ------------------ |
| 2023               | Courchevel/Méribel (Francia) | Medalla de bronce  | Equipo mixto       |